# Guédé Chantier
Pour les articles homonymes, voir Guédé.
Guédé-Village est une localité du nord du Sénégal, située sur l'île à Morfil, à proximité de la rive droite fleuve Sénégal.

## Histoire
Guédé-Chantier s'est développé à côté du village traditionnel Guédé-Village. Il a été créé en 1932 par l'administration coloniale pour expérimenter la culture du riz.

## Administration
Guédé chantier est érigé en commune 2007 et son conseil municipal a pris la résolution d'engager la communauté dans un projet de développement durable. D’où la dénomination d'Ecocommune.

## Géographie
Le village se trouve à une vingtaine de kilomètres de Podor.
Les localités les plus proches sont Mbantou, Kope, Nangango, Ouro Boubou, Aniam Touguel et Mboyo. 

### Population
Selon le PEPAM (Programme d'eau potable et d'assainissement du Millénaire), Guédé Village compte 1 633 personnes et 190 ménages. Guédé Chantier est un peu plus gros, avec 3 031 habitants pour 353 ménages.
La bilharziose urinaire a fait son apparition dans les années 1980. La méconnaissance des populations du mode de transmission et des risques liés à cette maladie est une sérieuse préoccupation sanitaire que certains programmes sans envergure essaient de combattre. Une nouvelle forme de bilharziose intestinale est en train de faire son apparition dans la zone.

### Activités économiques
Le village a développé une compétence dans le domaine agricole. Après l'indépendance intervenue en 1960, l'État sénégalais a développé en collaboration avec la République populaire de Chine et Formose des programmes d'encadrement des paysans. Des programmes institutionnels ont ainsi été mis en œuvre dans le cadre de l'Organisation d'aménagement de la Vallée, puis de l'OMVS (Organisation de la mise en valeur du fleuve Sénégal), puis de la SAED (société d'aménagement et d'exploitation des terres du delta du fleuve Sénégal).
Les ressources locales sont donc avant tout agricoles. On y cultive notamment le mil, le riz, les oignons, les tomates et les gombos. 
Guédé Village abrite une mosquée omarienne en banco, de style soudanais, visitée par les touristes qui se rendent dans la région.